# Саюкинский сельсовет
Саюкинский сельсовет — муниципальное образование со статусом сельского поселения в Рассказовском районе Тамбовской области.
Административный центр — село Саюкино.

## История
В соответствии с Законом Тамбовской области от 17 сентября 2004 года № 232-З установлены границы муниципального образования и статус сельсовета как сельского поселения.

## Население
| 2010  | 2012  | 2013  | 2014  | 2015  | 2016  | 2017  |
| ----- | ----- | ----- | ----- | ----- | ----- | ----- |
| 1389  | ↘1372 | ↗1374 | ↘1365 | ↘1359 | ↘1327 | ↘1303 |
| 2018  | 2019  | 2020  | 2021  |       |       |       |
| ↘1235 | ↘1211 | ↗1231 | ↗1410 |       |       |       |

## Состав сельского поселения
| № | Населённый пункт | Тип населённого пункта       | Население |
| - | ---------------- | ---------------------------- | --------- |
| 1 | Новиково         | посёлок                      | 4         |
| 2 | Саюкино          | село, административный центр | 1385      |